# 布寨
布寨（转写：Bujai，?—1593年），又译“卜斋”、“卜寨”。叶赫那拉氏，叶赫西城贝勒。清佳砮之子。

## 生平
万历十二年（1584年），叶赫贝勒清佳砮、杨吉砮被李成梁杀死之后，二人之子布寨、纳林布禄继位。他们集合残部，预谋向哈达复仇。纳林布禄联合蒙古以儿邓攻打威远堡，联合恍惚太攻打哈达部歹商。时恰逢哈达内部因争位互斗。布寨与纳林布禄利用时局入侵哈达，抓走王台之子康古鲁，并借机向明朝要求更多敕书。
万历十六年（1588年）二月，辽东巡抚顾养谦决定由李成梁统帅明军征讨叶赫。明军逼近，布寨弃守西城，在投奔纳林布禄途中与明军遭遇并交战。随后叶赫兵退入东城。叶赫城坚固异常，明军攻二日不能下。于是李成梁动用巨炮击城，终于打出缺口。明军将车载云梯直立，将巨炮置云梯之上，竟与叶赫内城高度相同。布寨与纳林布禄非常恐慌，于是出城乞降，请求和哈达部分敕入贡，放弃独吞敕书的主张。李成梁旋即罢兵，明朝给他敕书四百九十九道。
万历十九年（1591年），因向建州索要土地未果，万历二十一年（1593年）扈伦四部合兵攻打建州胡卜察寨。六月，葉赫所在的扈伦四部联合蒙古科尔沁、席北（锡伯）、卦尔察三部，长白山朱舍里、讷殷二路共九部联军，以布寨和纳林布禄为盟主进攻建州。布寨亲率叶赫军围攻赫济格城，双方互有伤亡，但城池始终未下。努尔哈赤派大将额亦都率领精骑数百人引诱布寨至古勒山以解城之围，又令建州军在古勒山做好伏击准备。布寨不知是计，追击佯装败逃的额亦都来到古勒山后中伏。布寨被滚木绊倒于马下，建州士兵吴谈趁机将其杀死。联军失去主帅顿时大乱，建州军趁势掩杀，一举击溃九部联军。事后，逃回叶赫的纳林布禄向建州索要布寨尸体，努尔哈赤将其尸砍为一半后送还。
布寨死后，其子布扬古继位。

## 家庭
- 妻子：某氏，当是随着其子布尔杭古归顺后金。当时视为努尔哈赤的嫂子。天命十年（1625年），努尔哈赤曾以长辈之礼宴请布尔杭古之母等六人[2]。她与布扬古母[3]或是同一人
- 儿子：布扬古
- 儿子：布尔杭古，归顺后金为额驸[2]
- 女儿：布扬古同母姐妹，代善繼福晋[3][4]
- 女儿：布扬古妹，即使历史上有名的北关老女